# Web Cache Communication Protocol
Web Cache Communication Protocol (WCCP) — разработанный компанией Cisco протокол перенаправления контента. Предоставляет механизм перенаправления потоков трафика в реальном времени. Имеет встроенные масштабирование, балансировку нагрузки, отказоустойчивость. Cisco IOS Release 12.1 и поздние разрешают использовать либо версию 1, либо версию 2 протокола.
WCCP позволяет использовать Cisco Cache Engines (или другие устройства хранения кэша с работающим WCCP) для локализации источника web-трафика в сети. Такие устройства дают возможность выполнять запросы контента локально. Локализация трафика снижает стоимость передачи и время скачивания.

## Версии протокола
Версия 1.
- Только один роутер обслуживает группу устройств.
- Поддерживает только HTTP (TCP порт 80) перенаправление трафика.
- Использует протокол GRE для предотвращения модификации пакетов.
- Роутеры и устройства хранения кэша соединяются друг с другом по протоколу UDP, порт 2048.

Версия 2.
- Позволяет использовать до 32 роутеров (серверов WCCP).
- Поддерживает до 32 устройств/ускорителей (клиентов WCCP)
- Поддерживает любые IP и TCP протоколы.
- Поддерживает до 256 сервиc-групп (групп обслуживания).
- Добавлено шифрование с использованием хеша MD5.

## Основные функции WCCP
Регистрация.
- Ускоритель или устройство — клиент WCCP.
  - Регистрирует WCCP сервис (0-255) сообщением «Я здесь» если приложение работает.
  - Регистрирует заявивших о себе клиентов WCCP в сервис-группе, предоставляет уведомления присутствия, запрашивает интересующий трафик.
  - Передает «Я здесь» каждые 10 секунд.
- Инструктирует WCCP клиентов (нижние IP адреса) по протоколу/порту, назначению, перенаправлению и возврату.

- Роутер — WCCP сервер.
  - Принимает регистрацию сервис-групп (0-255).
  - Подтверждает получение «Я здесь» сообщением «Я тебя вижу».
  - Ждет тридцать секунд прежде чем объявить устройство вышедшим из строя.
  - Докладывает устройствам о других устройствах.
  - Наименование роутера — высший IP интерфейса или высший IP петли если хоть одна существует.
  - Перенаправляет трафик на устройство.

Назначение.
- Выбирает устройства в группе.
- Хеширует 256 потоков.
- Маскирует 128 потоков семибитной маской, создаваемой по IP/Port источника или назначения.

Редирект от роутера к устройству хранения кэша.
- Механизм WCCP GRE создает туннель от роутера до локального или удаленного устройства.
- Механизм перенаправления WCCP L2 перезаписывает MAC адреса в пакетах до локального устройства.
- Списки редиректов позволяют роутеру разрешать/запрещать трафик до пункта назначения.

Возврат от устройства хранения кэша до роутера.
- WCCP GRE возврат.
- WCCP L2 возврат.
- Устройство может возвращать трафик любым другим путём, включая роутинг.

## Продукты, поддерживающие WCCP
Программные прокси-серверы:
- Squid
- Apache Traffic Server